# 胡季爾-莫克利亞基
50°49′19″N 27°51′41″E / 50.82194°N 27.86139°E
胡季爾-莫克利亞基（烏克蘭語：Хутір-Мокляки），是烏克蘭北部的村莊，隸屬日托米爾州的茲維亞赫爾區。該村面積1.83平方公里，海拔高度205米，2001年人口495，人口密度每平方公里270.2人。